# Kosmas Gezos
Kosmas Gezos, häufig auch Kosmas Gkezos, (griechisch Κοσμάς Γκέζος, * 15. August 1992 in Athen) ist ein griechischer Fußballspieler.

## Karriere
Gezos begann seine Karriere bei Panionios Athen. Im April 2012 debütierte er für die Profis von Panionios in der Super League, als er am 30. Spieltag der Saison 2011/12 gegen Asteras Tripolis in der 58. Minute für Dimitrios Anastasopoulos eingewechselt wurde.
Zur Saison 2012/13 wurde er an den Drittligisten Acharnaikos verliehen. Für den Verein absolvierte er in jener Saison zwölf Spiele in der Gamma Ethniki und erzielte dabei einen Treffer. Die Saison 2013/14 verbrachte er leihweise beim Zweitligisten AO Glyfada, für den er zu elf Spielen in der Football League kam.
Nach dem Ende der Saison 2013/14 kehrte er zu Panionios zurück. Für den Verein absolvierte er in der Saison 2014/15 neun Spiele in der höchsten griechischen Spielklasse. Im September 2015 verließ er Panionios.
Nach mehreren Monaten ohne Verein wechselte Gezos im Februar 2016 nach Schweden zum Drittligisten Akropolis IF. In seiner ersten Saison bei Akropolis kam er zu 23 Einsätzen in der Division 1 und erzielte dabei drei Tore. In der Saison 2017 absolvierte er 21 Spiele in der dritthöchsten schwedischen Spielklasse. Mit Akropolis verpasste er in jener Saison in der Relegation gegen den Zweitliga-14. IK Frej den Aufstieg in die Superettan. In der Saison 2018 kam Gezos nur noch zu neun Saisoneinsätzen in der Division 1.
Im Februar 2019 wechselte er zum österreichischen Zweitligisten SK Austria Klagenfurt. Mit Klagenfurt stieg er 2021 in die Bundesliga auf. In dieser hielt sich der Verein vier Jahre lang, ehe es 2025 zurück in die 2. Liga ging. Daraufhin verließ Gezos Klagenfurt nach sechseinhalb Jahren und 167 Pflichtspieleinsätzen.
Zur Saison 2025/26 kehrte Gezos anschließend nach Griechenland zurück und wechselte zu Zweitligist Kallithea FC.

## Persönliches
Sein Bruder Polydoros (* 1994) ist ebenfalls Fußballspieler.